# 学令
学令（がくりょう）は、令における編目の1つ。官人育成の教育機関についての規則を定める。日本の養老令では第11番目に位置して22条から構成されている。
日本の律令法においては、主に大学・国学の仕組や教官・学生について定める。

## 概要
養老令においては、
1. 博士助教（教官資格）
2. 大学生（大学・国学の学生資格）
3. 釈奠
4. 在学為序（学内の秩序）
5. 経周易尚書（教科書とする儒教の経典）
6. 教授正業（授業で採用する注釈書）
7. 礼記左伝各為大経（選択科目）
8. 先読経文（授業の受け方）
9. 分経教授（授業の教え方）
10. 為考課等級（教官の評価法）
11. 通二経（官人採用試験の受験要件となる学習期間と及第条件）
12. 講説不長（一定期間を経なくても官人採用試験が認められる場合）
13. 算経（算道）
14. 解経義（国司・郡司が国学の教官を務める場合）
15. 書学生（書道・算道などの学生に対する試験）
16. 請暇（学生の休暇願）
17. 行礼（学生の儀式の際の礼儀）
18. 不得作楽（学生の生活態度）
19. 遭喪（父母の喪で休学した学生）
20. 放田暇（学生に対する特別休暇）
21. 被解退（退学）
22. 公私（学生の儀式見学）

という構成となっており、5-13条は全て儒学を扱う明経道に関連した項目である（そもそも、大学寮設置時には、後の明経道に相当する本科と算道に相当する算科しか事実上存在していなかったとみられている）。だが、実際には大学・国学誕生当初には存在しなかった紀伝道が主要科目として重んじられるようになり、大学・国学も紀伝道中心の教育システムに変化していくことになった。